# Hatch Beauchamp
Hatch Beauchamp is een civil parish in het bestuurlijke gebied Somerset West and Taunton, in het Engelse graafschap Somerset met 620 inwoners.